# 仙客來屬
仙客來屬（学名：Cyclamen）曾經是紫金牛科下一属，包含至少24种植物，1981年的克朗奎斯特分类法将其列入报春花科，之後的APG 分类法及APG II 分类法均将其列入紫金牛科中，APG III 分类法中由於紫金牛科被撤销，合并入报春花科中，仙客來屬再次被列入报春花科中。仙客来属花卉花形鲜艳别致，而且有些品种有香气，是很受欢迎的观赏花卉，而且仙客来属是一类古老的植物，可追溯至第三纪。
“仙客来”一词来自学名的音译，由於音译巧妙，使得花名有“仙客翩翩而至”的寓意。仙客来属中栽培最广泛的是仙客来（Cyclamen persicum），是山东省青州市的市花。

## 分类
欧洲仙客来亚属 Subg. Cyclamen
- 非洲仙客来 Cyclamen africanum Boiss. & Reut.
- 科尔基斯仙客来 Cyclamen colchicum (Albov) Correvon
- 基萨莫斯仙客来 Cyclamen confusum (Grey-Wilson) Culham, Jope & P.Moore
- 常春藤叶仙客来 Cyclamen hederifolium Aiton
  - 厚叶仙客来 Cyclamen hederifolium subsp. crassifolium (Hildebr.) Culham, Denney & P.Moore
- 欧洲仙客来 Cyclamen purpurascens Mill.
  - 法特拉仙客来 Cyclamen purpurascens subsp.  immaculatum (Hrabětová) Halda & Soják

仙客来亚属 Subg. Eucosme
- 希腊仙客来 Cyclamen graecum Link
  - 白花希腊仙客来 Cyclamen graecum subsp. graecum f. album R.Frank & E.Frank
  - 紫白仙客来 Cyclamen graecum subsp. candicum Ietsw.
- 海滨仙客来 Cyclamen maritimum Hildebr.
- 仙客来 Cyclamen persicum Mill.
  - 全白仙客来 Cyclamen persicum var. persicum f. albidum (Jord.) Grey-Wilson
  - 全紫仙客来 Cyclamen persicum var. persicum f. puniceum (Glasau) Grey-Wilson
  - 秋仙客来 Cyclamen persicum var. autumnale Grey-Wilson
- 葵叶仙客来 Cyclamen rohlfsianum Asch.
- 索马里仙客来 Cyclamen somalense Thulin & Warfa

Subg. Gyrophoebe
- 高山仙客来 Cyclamen alpinum Dammann ex Sprenger
  - 白花高山仙客来 Cyclamen alpinum f. leucanthum (Grey-Wilson) Grey-Wilson
- 奇里乞亚仙客来 Cyclamen cilicium Boiss. & Heldr.
- 小花仙客来 Cyclamen coum Mill.
  - 高加索仙客来 Cyclamen coum subsp.  caucasicum
- 塞浦路斯仙客来 Cyclamen cyprium Kotschy
- 秀丽仙客来 Cyclamen elegans Boiss. & Buhse
- 素净仙客来 Cyclamen intaminatum (Meikle) Grey-Wilson
- 黎巴嫩仙客来 Cyclamen libanoticum Hildebr.
- 奇异仙客来 Cyclamen mirabile Hildebr.
  - 白花奇异仙客来 Cyclamen mirabile f. niveum Jill White & Grey-Wilson
- 堇菜仙客来 Cyclamen parviflorum Pobed.
  - 亚高山仙客来 Cyclamen parviflorum var. subalpinum Grey-Wilson
- 三色仙客来 Cyclamen pseudibericum Hildebr.
  - 浅玫仙客来 Cyclamen pseudibericum f. roseum Grey-Wilson

地中海仙客来亚属 Subg. Psilanthum
- 巴利阿里仙客来 Cyclamen balearicum Willk.
- 克里特仙客来 Cyclamen creticum (Dörfl.) Hildebr.
- 地中海仙客来 Cyclamen repandum Sm.
  - 巴布尔仙客来 Cyclamen repandum var. baborense Debussche & Quézel
- 罗得仙客来 Cyclamen rhodium R.Gorer ex O.Schwarz & Lepper
  - 伯罗奔尼撒仙客来 Cyclamen rhodium subsp. peloponnesiacum (Grey-Wilson) J.Compton & Culham
  - 鲜艳仙客来 Cyclamen rhodium subsp. vividum (Grey-Wilson) J.Compton & Culham

## 特征

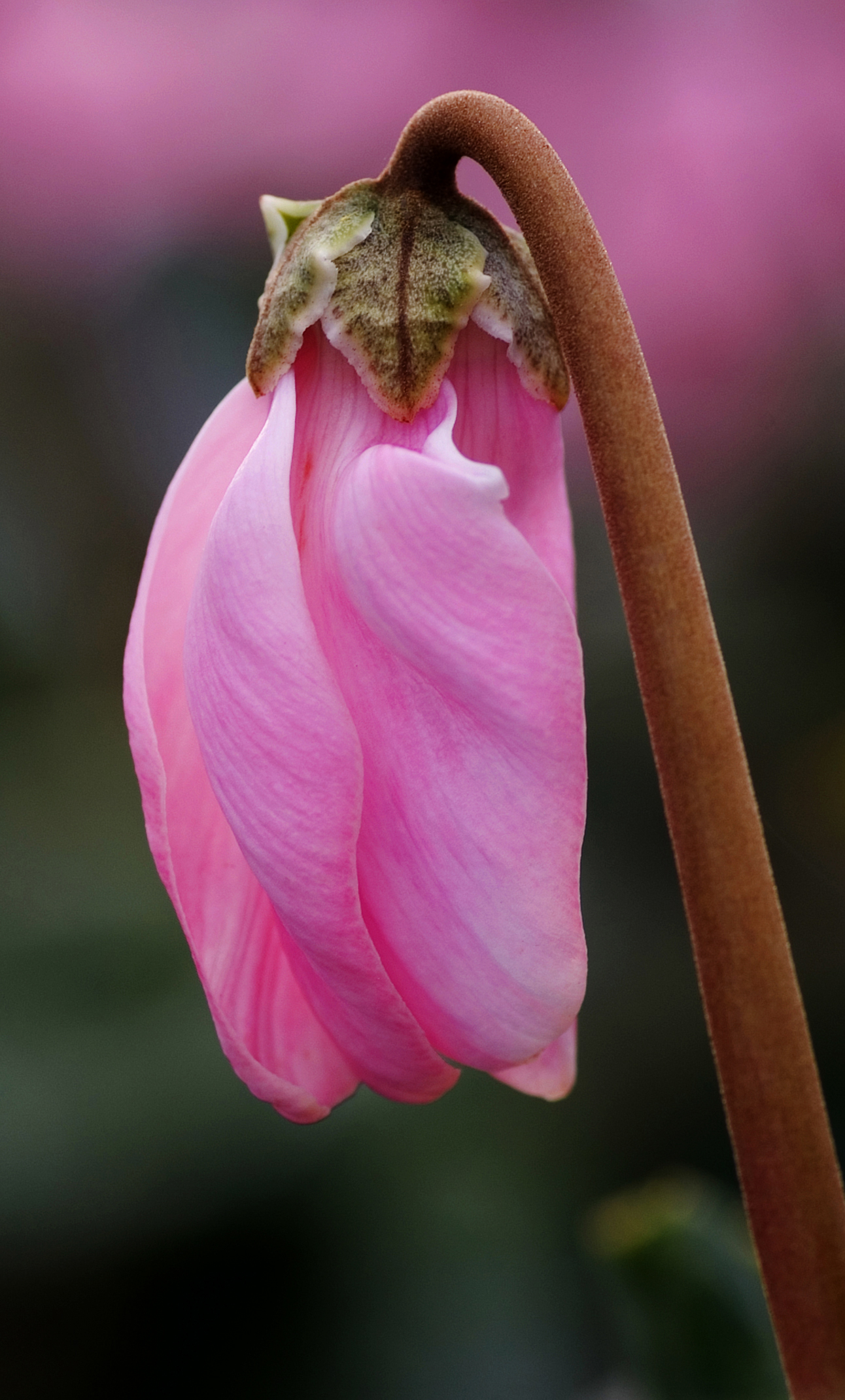
仙客來的花蕾

仙客來屬原产於地中海地区的西班牙东至伊朗、非洲东北部南至索马里，是多年生草本夏眠植物，地表或地下有从胚軸发育而来的球根，直径4－12厘米，在冬末时会长出叶，秋季开花，而在地中海最热的夏季干旱时节，其叶子会凋落以保持水分。每片叶、每朵花都有独立的梗，且均是从胚轴基生，叶柄为6－9厘米长，叶近圆形或肾形，叶缘有细锯齿，长2－10厘米，宽2－7厘米，向外丛生围绕中心的花梗，叶上有斑点，叶脉周围有银灰色马蹄状斑纹，叶基部开裂，裂点与叶梗链接。叶上的斑点是为了防止放牧中的动物对其破坏而进行的偽裝。有一种栽培品种的叶片为长心形。
花梗高12－30厘米，顶端有150－180°弯曲，花顶生於花梗，花梗常盘绕成螺旋形。某些栽培品种有从花蕾周围长出的4或5片连生花瓣，花瓣通常卷曲90°－180°，坚挺，有白、粉、紫红色，而最常见的是淡粉色。
果实为直径1－2厘米的蒴果，子房5室，包含多个直径约2毫米的黏性种子。自然情况下种子由蚂蚁传播，它们会食用黏性的外层，然後丢弃种子。仙客来属被等鳞翅目昆虫的幼虫作为食物。
仙客来属一般生长在旱林中或矮树下，喜无直射光的半阴处。仙客来属物种的霜冻耐受性不一，最耐寒的物种是常春藤叶仙客来可耐受−15°C的气温，如有雪覆盖则可耐受−30°C的低温，而像生长於索马里东北部索马里仙客来则完全不耐霜冻。而目前气候变化趋势在未来50年中会造成本属很多物种灭绝。

## 保育狀況
本属所有种均被列為《瀕危野生動植物種國際貿易公約》（CITES）附錄二的物種，被限制出口及貿易。

## 栽培

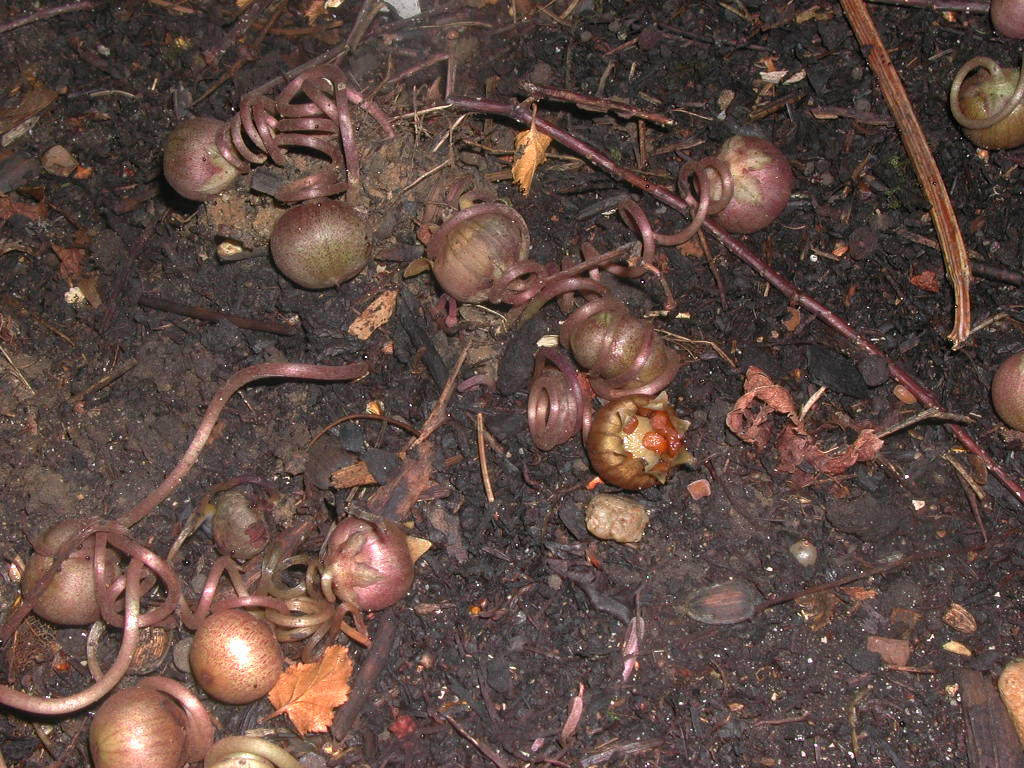
仙客来的蒴果

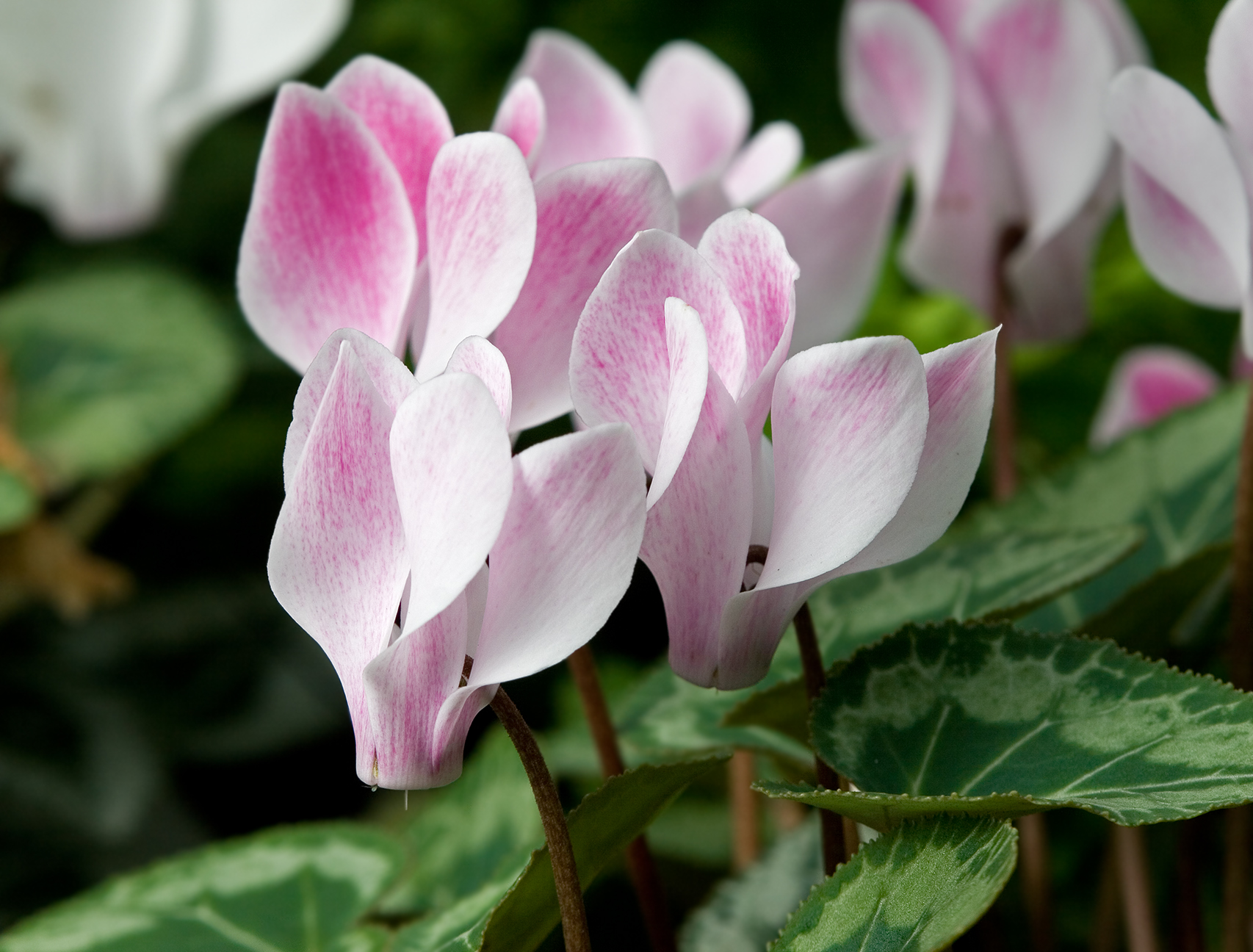
Cyclamen 'Stirling'

仙客来属是常见的花卉，可盆栽或种植於户外，大部分种类耐寒性好，可种植於温带地区的户外，如欧洲西北部和太平洋西北地區，其中最适於户外种植的品种是常春藤叶仙客来。仙客来属对土壤和pH要求都不高，可在多种类型的土壤中生长，不过其更适於弱碱性土壤。较耐寒的仙客来属品种可将球茎埋於地下2.5－5厘米，而耐寒性差的品种则应埋得更深，约在地下7.5－15厘米处。仙客来属植物喜充足水分，不过要保证排水良好，防止积水，否则容易烂根。
仙客来属中最常见的花卉是仙客来，不过这种植物容易受霜害。某些栽培品种有白、淡粉、红或紫色花。当仙客来开花时，应保持白天温度为20℃，夜间温度为6.67℃－15℃，而白天20℃以下可能会导致仙客来生长停滞。
在仙客来属的很多分布区内，大量的本属植物常会被非法采集，通常是为园艺贸易提供材料，这导致一些物种处於濒危状态。不过在一些地区，植物保护组织会教育人们以适宜的采集量采集本属植物，以及将来的耕种，这样既可以保证野生种群数量，又可以保证可靠的长期收入；而很多仙客来在温室中培养，不会对野生种群造成破坏。
仙客来属物种的球茎具毒性，可被药用作强力的泻药，不过要很谨慎的使用，而其地上部分是无毒的。

### 病虫害

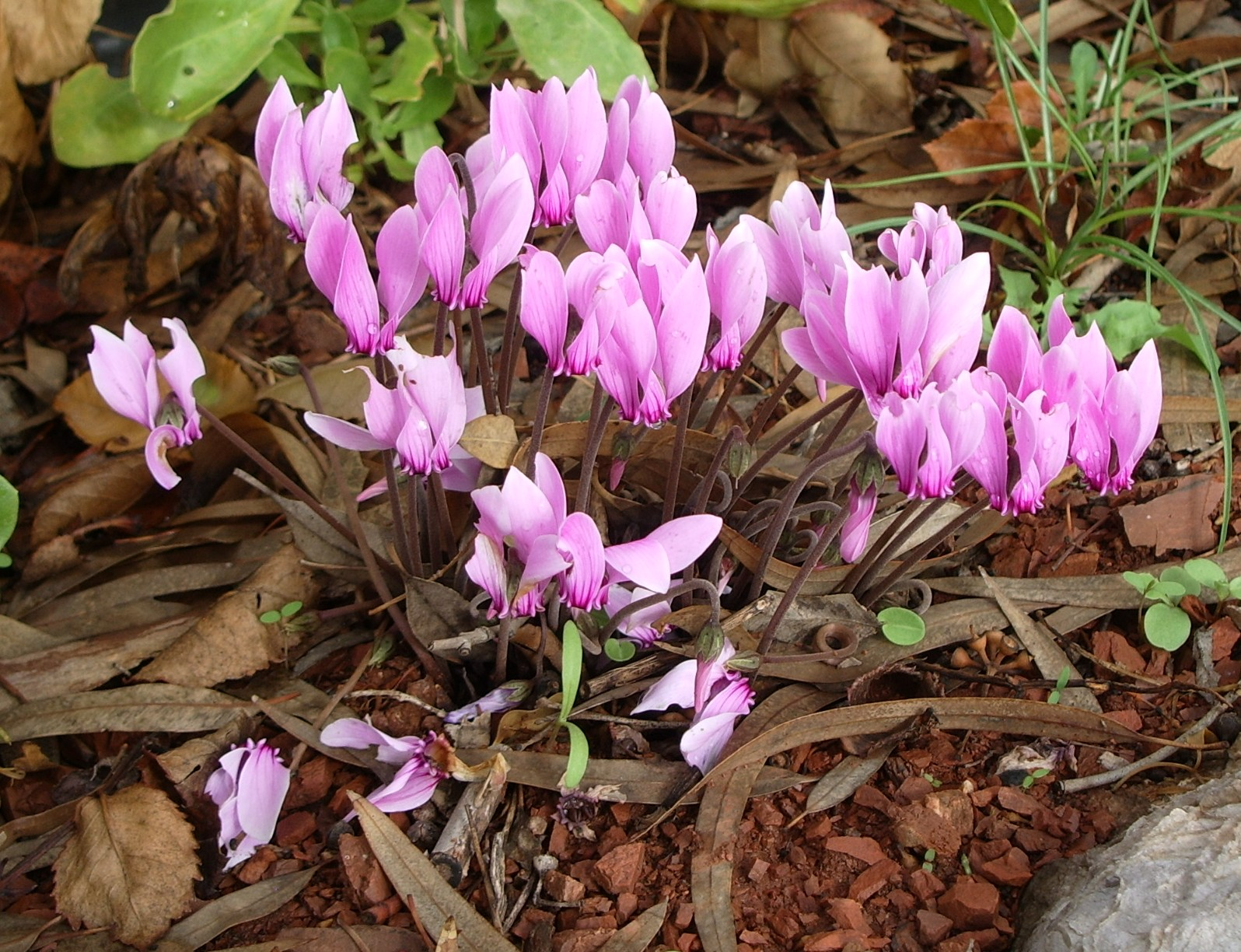
野生仙客来

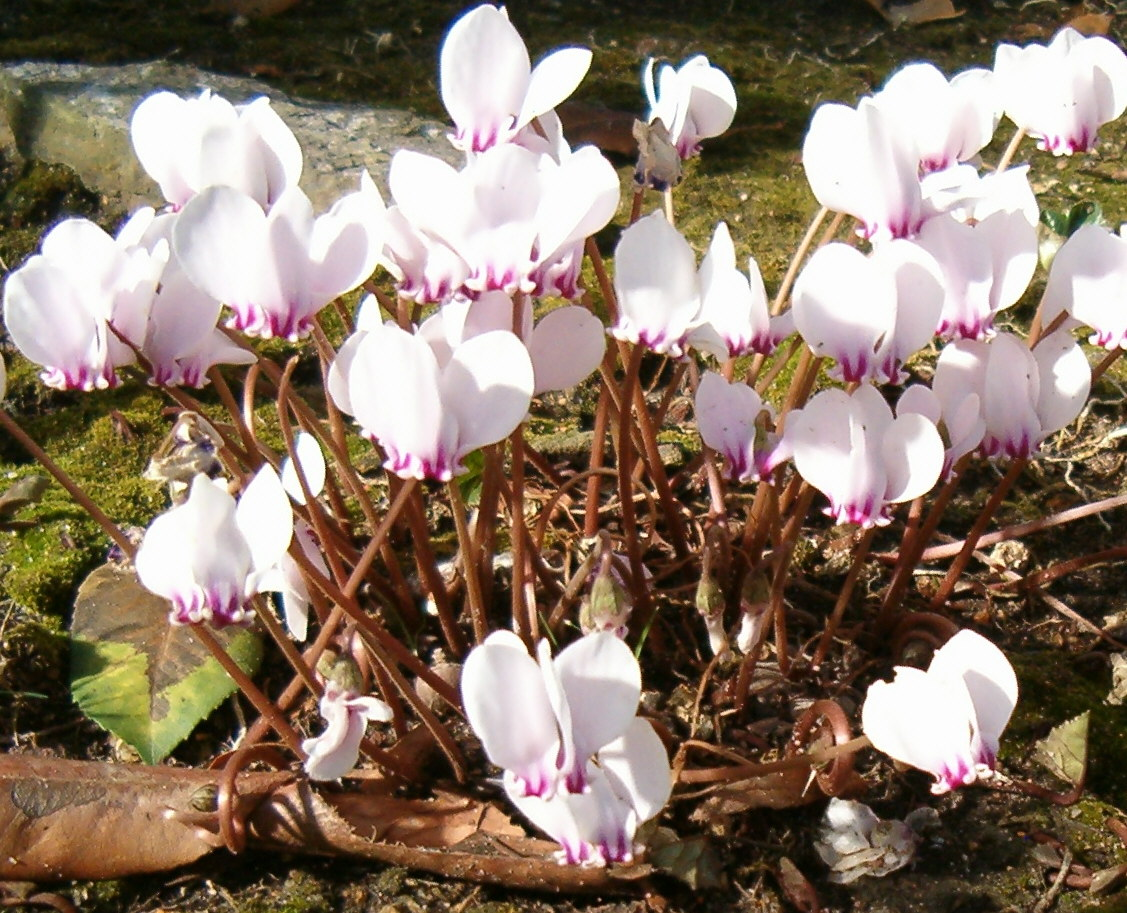
常春藤叶仙客来

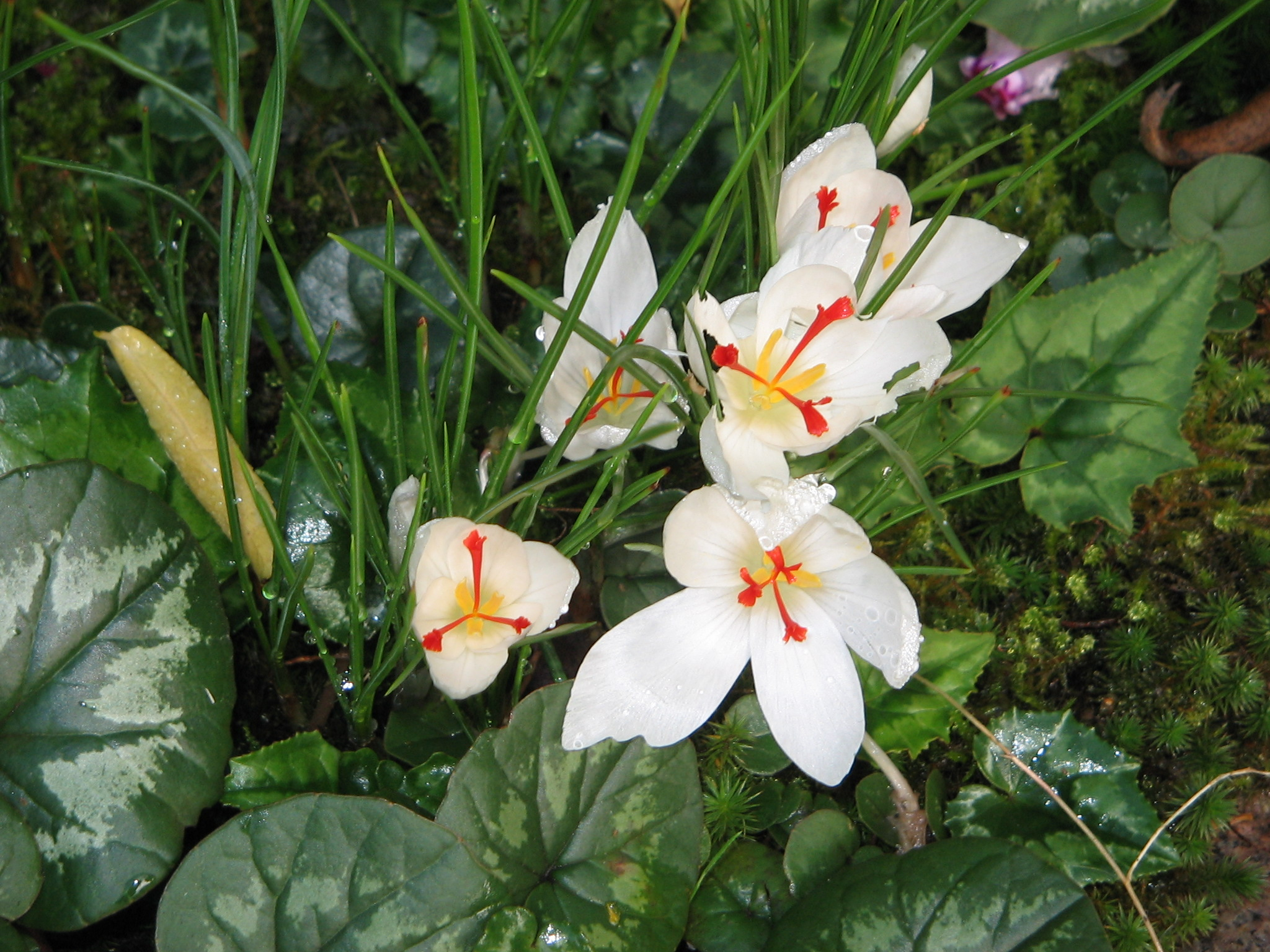
常春藤叶仙客来的葉子（右上角）、Cyclamen coum的葉子（左下角），卡萊番紅花'Albus'的花（圖中央白色花）。

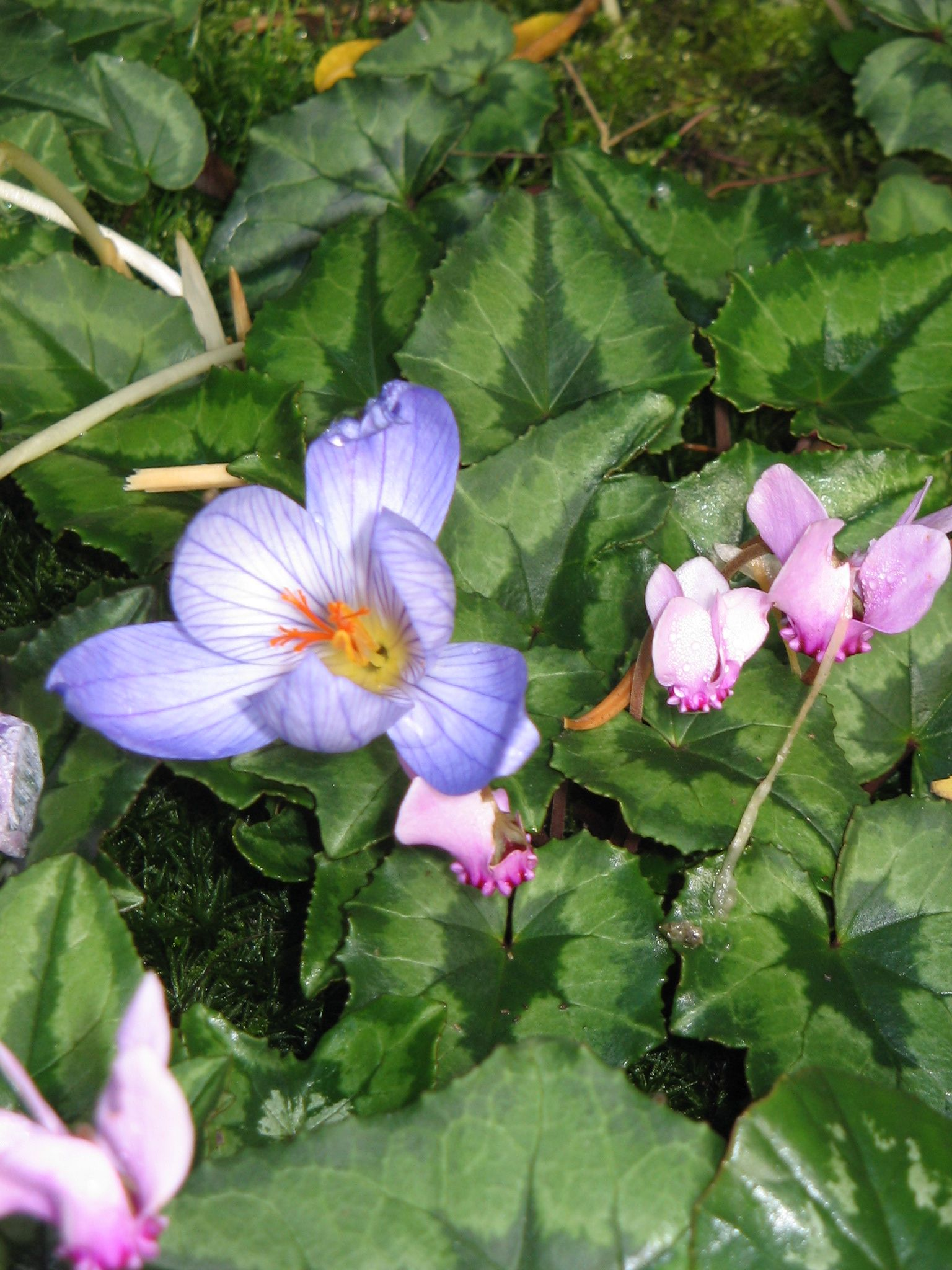
常春藤叶仙客来的葉子、花（粉紅色）與美麗番紅花 'Artabir'的花（藍色）。

仙客来属植物的病虫害较多，除蚜虫、螨虫、蛞蝓、菜青虫等常见虫害外，还有以下的病虫害。下列是仙客来属植物的常见病害，以仙客来为例：
| 细菌               | 细菌 |
| ------------------ | --- |
| 细菌性软腐病       | 菊欧氏杆菌 Erwinia chrysanthemi |
| 青枯病             | 青枯菌 Ralstonia solanacearum ＝Pseudomonas solanacearum                                                                                           |
| 真菌               | |
| 炭疽病             | 围小丛壳菌 Glomerella cingulata（有性型） ＝胶孢炭疽菌 Colletotrichum gloeosporioides Cryptocline cyclaminis 荔枝黑脂病菌属 Trochila sp.（有性型） |
| 黑根腐病           | 根串珠霉 Thielaviopsis basicola ＝Chalara elegans（共无性型）                                                                                      |
| 灰霉病             | 灰霉菌 Botrytis cinerea |
| 仙客来根腐病       | 仙客来根腐病菌 Nectria radicicola ＝毁灭柱孢 Cylindrocarpon destructans                                                                            |
| 白霉病             | 白霉菌 Cylindrocladiella peruviana |
| 仙客来矮化病       | Ramularia cyclaminicola |
| 猝倒病             | 短小茎点霉 Phoma exigua |
| 镰孢根腐病和冠腐病 | 尖孢镰刀菌 Fusarium oxysporum |
| 枯萎病             | 尖镰孢仙客来专化型 Fusarium oxysporum f. sp. cyclaminis                                                                                            |
| 叶点霉叶斑病       | Phyllosticta cyclaminicola 一品冠斑叶病菌 Phyllosticta cyclaminis                                                                                  |
| 白粉病             | 粉孢属 Oidium sp. |
| 丝核菌冠腐病       | 立枯丝核菌 Rhizoctonia solani |
| 线虫寄生           | |
| 叶质线虫病         | 草莓滑刃线虫 Aphelenchoides fragariae 菊花滑刃线虫 Aphelenchoides ritzemabosi                                                                      |
| 根结线虫病         | 南方根结线虫 Meloidogyne incognita |
| 鳞球茎茎线虫病     | 鳞球茎茎线虫 Ditylenchus dipsaci |
| 病毒和类病毒       | |
| 黄瓜花叶病         | 黄瓜花叶病毒属黄瓜花叶病毒（CMV） |
| 凤仙花坏死斑病     | 番茄斑萎病毒属凤仙花坏死斑病毒（INSV） |
| 马铃薯X病          | 马铃薯X病毒属马铃薯X病毒（PVX） |
| 番茄斑萎病         | 番茄斑萎病毒属番茄斑萎病毒（TSWV） |
| 烟草花叶病         | 烟草花叶病毒属烟草花叶病毒（TMV） |
| 番茄不孕病         | 黄瓜花叶病毒属番茄不孕病毒（TAV） |
| 植原体             | |
| 枯黄病             | 植原体 |

## 延伸阅读
- 康黎芳; 王云山. . 北京: 中国农业出版社. 2002年5月1日. ISBN 9787109073937.